# Tchebourachka (film, 1971)
Pour les articles homonymes, voir Tchebourachka (homonymie).
Tchebourachka (Чебурашка) est un film d'animation soviétique réalisé par Roman Katchanov, sorti en 1971.

## Fiche technique
- Titre original : Чебурашка
- Titre français : Tchebourachka[1]
- Réalisation : Roman Katchanov
- Scénario : Edouard Ouspenski, Roman Katchanov
- Musique : Vladimir Chaïnski
- Pays d'origine : URSS
- Format : Couleurs - 35 mm - Mono
- Genre : conte merveilleux
- Durée : 20 minutes
- Date de sortie : 1971

## Distribution

### Voix originales
- Vassili Livanov : Guena le crocodile
- Klara Roumianova : Tchebourachka
- Vladimir Ferapontov
- Tamara Dmitrieva